# (541086) 2018 QQ6
(541086) 2018 QQ6 es un asteroide perteneciente al cinturón de asteroides descubierto el 26 de enero de 2012 por el equipo del Pan-STARRS desde el Observatorio de Haleakala, Hawái, Estados Unidos.

## Designación y nombre
Designado provisionalmente como 2018 QQ6.

## Características orbitales
2018 QQ6 está situado a una distancia media del Sol de 2,588 ua, pudiendo alejarse hasta 3,242 ua y acercarse hasta 1,934 ua. Su excentricidad es 0,252 y la inclinación orbital 12,74 grados. Emplea 1521,23 días en completar una órbita alrededor del Sol.

## Características físicas
La magnitud absoluta de 2018 QQ6 es 16,6. 